# Изчезване на Шерил Гримър
Шерил Гримър (на английски: Cheryl Grimmer) е британско тригодишно дете, което на 12 януари 1970 г. изчезва безследно от плажа на Уулонгонг в Нов Южен Уелс, Австралия. Тя е при душовете на плажа, когато свидетелите твърдят, че мъж я е сграбчил и избягал.
Изчезването на Гримър е без обяснение повече от 48 години. Заподозрян е арестуван и обвинен през март 2017 г.

## Живот
Семейството ѝ емигрира от Ноул, предградие на Бристол, Англия в Австралия през 1969 г., когато Шерил е на две години и живее в хостел близо до плажа, където тя изчезва. По това време семейството включва майка Карол (26), баща Джон (24) и синовете Рики (7), Стивън (5) и Пол (4). Шерил е единствената дъщеря на Гримър.

## Изчезване
На сутринта на 12 януари 1970 г. семейство Гримър отива на плажа във Фейри Мидъу, с изключение на Джон Гримър, който работи като сапьор за австралийската армия. Когато става 13:30 ч., Карол Гримър решава, че е време да се прибират вкъщи. Децата отиват до душовете заедно, докато Карол Гримър им събира вещите. Рики се връща при Карол Гримър десет минути по-късно, казвайки, че Шерил отказва да излезе от банята. След няколко минути Рики се връща при нея, но вижда, че Шерил е изчезнала. От тогава няма следа от нея.

## Теории
По това време свидетели твърдят, че са видели мъж да държи Шерил и след това е избягал с нея, увита в кърпа. Тя също е забелязана да бъде качвана в бяла кола.
Полицейският шеф на Нов Южен Уелс, Майкъл Галахър заявява, че е напълно възможно и Шерил, и нейният похитител да са мъртви, но някой може да знае истината. Той също така се позовава на възможността някой да е жив днес, като подозира, че може това да е Шерил. През 2012 г. жена си мисли, че може да бъде Шерил. Тя подава ДНК проба, взета от вътрешната страна на бузата, но това се оказва несъвпадение.

## Разследване
Нейното изчезване предизвиква огромно издирване и три дни по-късно полицията получава бележка, с искане на 10 000 долара и с информация, че детето не е пострадало. Полицията се съгласява да даде парите, но похитителят никога не се появява, въпреки че полицията сериозно вярва, че бележката е достоверна. Полицаи се преобличат като строителни работници при даването на откупа, но се опасяват, че това е подплашило похитителя и че голямата полицейска операция може също така да попречи на похитителя да дойде за техния откуп. Казусът става известен в Австралия и семейството се завръща в Англия 10 години по-късно, за да избяга от публичността.
Местен човек признава, че е убил Шерил, но полицейските разследвания разкриват, че признанията му са фалшиви.

## Последици
През май 2011 г. съдебен лекар решава, че Шерил е починала скоро, след като изчезва, поради неопределена причина, но Карол Гримър заявява, че вярва, че дъщеря ѝ все още е жива. Както Карол, така и Джон Гримър почиват, без да узнаят какво е станало с дъщеря им. Въпреки решението на съдебния лекар, полицията обявява награда от 100 000 долара за информация, относно изчезването на Шерил Гримър. През 2016 г. е извършен преглед на доказателствата и всички доказателства и свидетелски показания са компютъризирани за първи път. Прегледът изкарва много опити и информация, които не са разучени достатъчно задълбочено през 1970 г. Детективите от Уулонгонг и екипът на „Неразкрити убийства“ обединяват усилията си в нова работна група, наречена Strike Force Wessell.
Полицията съобщава през декември 2016 г., че има информация за човек, който е бил видян, носещ срамежливо дете по време на изчезването на Шерил Гримър от плажа. Полицията казва, че е бил тийнейджър по това време, така че днес трябва да е на 60-годишна възраст и го призовава да се предаде.
На 23 март 2017 г. е обявено, че заподозрян е арестуван и обвинен в отвличането и убийството на Шерил Гримър. Съобщава се, че е малко вероятно останките на Шерил да бъдат намерени някога, тъй като в 47-те години след отвличането има значително развитие на някогашния селски район.
През април 2017 г. полицията заявява, че се опитват да открият семейство, което дава показания на свидетели в деня на отвличането. Семейството се преместило скоро в Папуа-Нова Гвинея и след това се върнало в родния си Нотингашър в Англия. Интерпол помага да се проследи свидетелят, който сега е на 80 години, чието свидетелство се очаква да бъде от решаващо значение в предстоящия съдебен процес.
През май 2017 г. се разкрива, че заподозреният, арестуван през март 2017 г., признава за отвличането и убийството на Шерил Гримър през 1970 г. Полицията обаче не му вярва. Обвиняемият е 63-годишен мъж, роден във Великобритания, който е бил в Австралия от края на 60-те години на миналия век. Той не е разкрит, тъй като е на 16 години по времето на предполагаемото престъпление и следователно е бил непълнолетен.